# Американский еврейский комитет
Американский еврейский комитет (англ. American Jewish Committee, AJC) — старейшая правозащитная еврейская организация США, основана 1906 году. Задача комитета состоит в защите прав и интересов евреев на территории США и в других странах. Согласно The New York Times, организация «широко известна как старшая (dean) среди еврейских организаций в Соединённых Штатах».
Помимо защиты гражданских свобод евреев, организация имеет опыт борьбы за социальное равенство и против различных формам дискриминации в Соединённых Штатах.

## История
К началу XX века в еврейской общине США доминировала немногочисленная элита, состоящая из выходцев из Германии. Организация была основана выходцами из Германии в 1906 году, после новой волны еврейских погромов в России. На организационном уровне комитет представлял эту элитарную группу. Его руководство было самоназначенным и несменяемым
Американский еврейский комитет выступал за свободную иммиграцию в США. 
В 1911 году организация добилась принятия резолюции конгресса об аннулировании российско-американского договора 1832 года о торговле и навигации, в случае, если Россия не прекратит ущемление прав евреев.
Комитет отрицательно относился к демократическому и национальному движению американских евреев, однако, несмотря на это, он присоединился к Американскому еврейскому конгрессу, который разработал предложения для Парижской мирной конференции 1919 года. В конференции принимали участие члены комитета Джулиан Мак, Луи Маршалл и Сайрус Адлер. В значительной мере благодаря их деятельности и связям евреи получили права национальных меньшинств в государствах, возникших после распада Австро-Венгрии и отделения Польши и прибалтийских стран от России.
Комитет позитивно воспринял декларацию Бальфура, но заявил, что её осуществление не должно нанести вреда правам евреев в других государствах. Результатом переговоров Луи Маршалла с Хаимом Вейцманом в 1929 году стало создание расширенного Еврейского агентства, в состав которого были включены как сионисты, так и несионисты.
Комитет стремился повлиять мировое и общественное мнение для защиты прав немецких евреев во время нацистских преследований и оказывал содействие эмиграции евреев из Германии. В те же годы комитет боролся с ростом антисемитских проявлений в США. Он протестовал против ограничения Великобританией иммиграции на территорию Палестины. В 1946 году члены комитет пришли к выводу, что проблема евреев — перемещённых лиц может быть решена только посредством создания еврейского государства. После 1948 году комитет добивался, чтобы США начали оказывать помощь Израилю. В 1950—1960-е году комитет занимался преимущественно борьбой с преследованиями евреев в СССР.
Комитет подавал amicus curiae по делу Браун против Совета по образованию в мае 1954 года и принимал участие в других мероприятиях Движения за гражданские права.
В 1969 году в комитете было около 42 тысяч членов. Выпускался ежемесячник Американского еврейского комитета «Комментри».
Американский еврейский комитет делал ставку на личные связи и «тихий» закулисный лоббизм. Основное влияние уделяется образовательным программам и пропаганде.